# Yiwu Gymnasium
Yiwu Gymnasium – chińska hala sportowa-widowiskowa położona w Yiwu. Została otwarta w 2005, może pomieścić 6 000 widzów. Jest wykorzystywana do sportowych wydarzeń, jak również do koncertów. Mecze na nim rozgrywa lokalny klub Zhejiang Golden Bulls.